# KDDI
KDDI Corporation (KDDI株式会社 KDDI Kabushiki Gaisha) (TYO: 9433 ) là một nhà điều hành viễn thông của Nhật Bản, thành lập vào ngày 1 tháng 10 năm 2000 qua việc sáp nhập DDI Corp. (Daini-Denden Inc.), KDD (Kokusai Denshin Denwa) Corp., và IDO Corp. Công ty có trụ sở tại Garden Air Tower ở Iidabashi, Chiyoda, Tokyo.
KDDI cung cấp dịch vụ điện thoại di động qua thương hiệu "au by KDDI". Các dịch vụ mạng và giao thức ISP được cung cấp dưới thương hiệu au one net, còn "au Hikari" là tên của dịch vụ liên lạc đường dài và quốc tế. Dịch vụ băng thông ADSL được cung cấp dưới tên "ADSL One".